# Ragnhild Kostøl
Ragnhild Kostøl (nascida em 25 de maio de 1969) é uma ciclista de estrada norueguesa que, em 1991 e 1999, venceu o Campeonato da Noruega de Ciclismo em Estrada.
Competiu nos Jogos Olímpicos de Verão de 1996, e novamente em 2000.